# 大眼圆吻鲴
大眼圆吻鲴（学名：Distoechodon macrophthalmus），為輻鰭魚綱鯉形目鲴科圆吻鲴属的一種鱼类。分布於亞洲中國雲南省程海流域，本魚背鰭軟條10枚、臀鰭軟條12枚，體長可達20公分，棲息在湖泊底中層水域，生活習性不明，可做為食用魚。